# Gwiezdna eskadra
Gwiezdna eskadra (ang. Space: Above And Beyond) – serial telewizyjny produkcji amerykańskiej, stworzony przez duet Glen Morgan i James Wong, emitowany w latach 1995–1996. Z zaplanowanych pięciu sezonów zrealizowano jedynie jeden – 24 odcinki.
Akcja rozgrywa się w latach 2063–2064, w przestrzeni kosmicznej w środowisku żołnierzy, członków oddziału przeszkolonego do pracy ponad Ziemią. Ich zadaniem jest walka z zagrażającą Ziemi obcą cywilizacją.

## Fabuła
W roku 2063 ludzie na Ziemi wcale nie żyją w pokoju. Wszyscy ciągle pamiętają niedawne wojny z Androidami i Silikantami, które przetrzebiły błękitną planetę. Pamiętają też o niechcących walczyć po stronie ludzi sztucznie wyhodowanych ludziach zwanymi tankami. Ci ostatni żyją teraz pomiędzy ludźmi ukrywając swoje pochodzenie. Politycy ten nowy rodzaj rasowych animozji chcą wykorzystać do własnych celów. W przeddzień wyprawy kolonizacyjnej na odległy Tellus, w skład ekipy ma zostać włączonych 10 tanków. Tym samym decyzja władz rozdziela kochającą się parę przyszłych kolonistów. Ona poleci w gwiazdy, on zostanie na Ziemi, a całą winę za nieprzychylność losu zrzuca na tanki. Ziemi nie przyjdzie długo żyć we względnym spokoju. Brutalny atak z kosmosu niszczy kolonię na Veście, a statek z osadnikami na Tellusa zostaje zestrzelony przez obce myśliwce jeszcze przed lądowaniem. Zdeterminowany West wstępuje do korpusu gwiezdnych marines, by jako pilot ziemskiego myśliwca bronić Ziemi przed agresorami. W składzie jego jednostki są także tanki.

## Książki
Na podstawie niektórych odcinków powstały książki:
1. The Aliens Approach (1996, Easton Royce)
2. Dark Side of the Sun (1996, Dina Anastasio)
3. Mutiny (1996, Easton Royce)
4. The Enemy (1996, Dina Anastasio)
5. Space (1995, Peter Telep)
6. Space: Above and Beyond (1997, Roy Thomas)
7. Demolition Winter (1997, Peter Telep)

Wydano także serię komiksów.